# 三船力也
三船 力也（みふね りきや、1988年3月16日 - ）は、日本の俳優・映画プロデューサーである。

## 人物
東京都出身。父は三船史郎、祖父は三船敏郎。三船美佳は叔母であるが6歳しか離れていない。
喜多川美佳と別れた祖父・敏郎は息子夫婦と食事をとるのが日課となり、幼少期を祖父と共に過ごした。
1998年、香港映画『ホーク/B計画』に出演し俳優デビュー。以後、映画を中心に活動している。
2015年、三船敏郎を描いたドキュメンタリー映画『MIFUNE: THE LAST SAMURAI』ではプロデューサーを務めた。 

### 趣味・特技
英会話、スキー、水泳、乗馬、サッカー、テニス、野球、ウェイクボードなどの趣味・特技を持つ。

## フィルモグラフィー

### 映画
- ホーク/B計画（1998年） - 森本の息子 役
- 青空のゆくえ（2005年） - 山下勝也 役
- キャッチ ア ウェーブ（2006年） - ニック 役
- 宿命のジオード（2010年）
- 日輪の遺産（2010年） - イガラシ中尉（GHQ通訳） 役
- 究極の幸せ（2012年） - エンジェル 役
- 日本のいちばん長い日（2015年） - 阿南惟晟 役
- Muga Shozoku（2015年） - Ryu 役

### ドラマ
- 戦力外捜査官SPECIAL[6]（2015年）

### プロデューサー
- MIFUNE: THE LAST SAMURAI（2015年）
- サムライマラソン（2019年） - アソシエイトプロデューサー